# Firangi

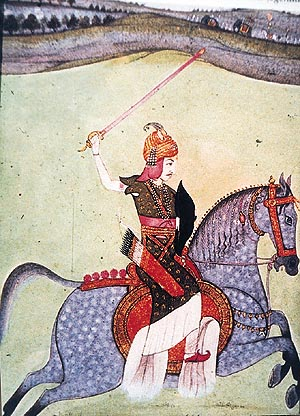
Indischer General mit dem Firangi

Das Firangi, auch Farang oder Phirangi (indisch für ‚Fremder‘), ist ein Schwert aus Indien.

## Beschreibung
Das Firangi hat eine gerade, zweischneidige Klinge. Die Klinge hat in der Regel einen in der Mitte liegenden Hohlschliff oder einen Mittelgrat. Vom Heft läuft die Klinge schmaler werdend zum Ort. Für den Firangi wurden oft Rapier-, Breitschwert- oder Säbelklingen aus europäischer Produktion genutzt. Das Heft ist zumeist in der gleichen Art gefertigt wie die Griffe des Khanda oder des Tegha. Die Griffe haben einen Handschutzbügel und am Knauf einen etwa 13 cm langen, gebogenen, stumpfen Dorn.